# Marie Åhlander
Marie Birgitta Åhlander, född 15 april 1978 i Olaus Petri församling i Örebro kommun, är en svensk före detta friidrottare (tresteg). Hon har tävlat för IF Göta och Spårvägens FK.

## Personliga rekord
| Utomhus - Längdhopp – 5,94 (Västerås 13 augusti 2000) - Längdhopp – 6,10 (medvind) (Baton Rouge, Louisiana USA 14 april 2001) - Tresteg – 13,26 (Göteborg 29 juli 2000) - Tresteg – 13,34 (medvind) (Baton Rouge, Louisiana USA 18 maj 2001) | Inomhus - Längdhopp – 5,85 (Houston, Texas USA 23 februari 2001) - Tresteg – 13,23 (Indianapolis, Indiana USA 10 februari 2001) |

### Fotnoter
1. ↑  ”Karensövergångar 1999”. friidrott.se. 1 november 1999. Arkiverad från originalet den 14 augusti 2017. https://web.archive.org/web/20170814174729/http://www.friidrott.se/forbundsinfo/overgangar/karens99.aspx. Läst 22 december 2016.
2. 1 2  Wiger 2006, s. 225.
3. ↑  Sveriges befolkning 1990, CD-ROM, Version 1.00, Riksarkivet (2011)
4. 1 2 3 4 5 6 7  ”Personsida på AllAthletics”. all-athletics.com. Arkiverad från originalet den 22 december 2016. https://web.archive.org/web/20161222222749/http://www.all-athletics.com/node/148036. Läst 22 december 2016.
5. ↑  ”Personsida hos IAAF”. iaaf.org. https://www.iaaf.org/athletes/sweden/marie-ahlander-181456. Läst 22 december 2016.